# Bob Crane
Bob Crane (Waterbury, Connecticut, 13 de julio de 1928-Scottsdale, Arizona, 29 de junio de 1978) fue un actor y disc jockey estadounidense, conocido principalmente por interpretar al Coronel Robert E. Hogan en la sitcom Hogan's Heroes entre 1965 y 1971. Además, su nombre se hizo notorio a causa de su asesinato, un crimen sin resolver. 
Su nombre completo era Robert Edward Crane, y nació en Waterbury, Connecticut. Dejó el instituto en 1946 y se dedicó a tocar el tambor con orquestas de baile y con una orquesta sinfónica. Ese mismo año se alistó en las Fuerzas de Reserva del Ejército de los Estados Unidos, para las cuales trabajó como oficinista, siendo licenciado unos años más tarde. En 1949 se casó con Anne Terzian, a la que conoció en el instituto, y con la que tuvo dos hijas, Deborah Ann y Karen Leslie. El matrimonio se separó un breve tiempo mediada la década de 1950. Tras reconciliarse tuvieron un hijo, Robert David Crane. Finalmente se divorciaron, y Crane se casó con Patricia Olsen, una actriz cuyo nombre artístico era Sigrid Valdis. Tuvieron un hijo, Robert Scott Crane, y adoptaron una niña, Ana Marie.

## Carrera

### Inicios
En 1950, Crane empezó su carrera en la radio trabajando en la emisora WLEA, en Hornell, Nueva York. Posteriormente formó parte de las emisoras WPRX de Bristol (Connecticut) y WICC-AM 600 de Bridgeport, Connecticut. En esta última permaneció hasta 1956. Crane y su familia después se mudaron a California para presentar el show matinal de la KNX (AM) en Hollywood. Además de utilizar el ingenio y la música, Crane tuvo invitados de la talla de Marilyn Monroe, Frank Sinatra, y Bob Hope. Gracias a ello, su show matinal fue el de mayor audiencia de la zona de Los Ángeles, consiguiendo Crane ser conocido como "The King of the Los Angeles Airwaves (El rey de las ondas en Los Ángeles)." 
Las ambiciones interpretativas de Crane le valieron sustituir a Johnny Carson en el concurso Who Do You Trust?, además de actuar en los programas The Twilight Zone, Channing, Alfred Hitchcock Presents, y General Electric Theater. Cuando Carl Reiner actuó en su show, Crane le persuadió para poder intervenir como invitado en The Dick Van Dyke Show, programa en el que llamó la atención de Donna Reed, que recomendó a Crane para el papel de Dr. Dave Kelsey en la sitcom de la actriz entre 1963 y 1965.

### Hogan's Heroes(1965-1971)
En 1965 a Crane le ofrecieron protagonizar un episodio piloto para una comedia televisiva cuyo tema era la vida en un campo de prisioneros alemán. Hogan's Heroes fue un éxito y, en su primer año de emisión, fue uno de los programas de mayor audiencia. La serie duró seis temporadas, y Crane fue nominado al Premio Emmy en dos ocasiones, una en 1966 y otra en 1967. Durante el rodaje de la serie conoció a Sigrid Valdis, con la que se casó en 1970 en el plató del show.
En el tema musical de la serie, Crane tocaba la percusión y también demostró su habilidad en el episodio de la sexta temporada "Look at the Pretty Snowflakes", en el cual Crane ejecutaba un largo solo de batería mientras los prisioneros tocaban el tema "Cherokee".
En 1968, a la vez que trabajaban en Hogan's Heroes, Crane y sus compañeros de reparto Werner Klemperer, Leon Askin  y John Banner, actuaron, junto a Elke Sommer, en un largometraje titulado The Wicked Dreams of Paula Schultz, ambientado en Berlín, en la Alemania del Este.

### Carrera tras Hogan's Heroes (1973-1978)
Tras la cancelación de Hogan's Heroes en 1971, Crane se vio frustrado al recibir únicamente ofertas de papeles de baja calidad. Dos de los que hizo fueron en películas de Walt Disney Pictures, Superdad (1973), en el papel principal, y Gus (1976), en la que hizo un cameo. 
En 1973, Crane adquirió los derechos de Beginner's Luck, una obra que dirigió y protagonizó. La producción se mantuvo en gira durante cinco años, predominantemente en teatros restaurante de Florida, California, Texas, Hawái y Arizona. En los períodos de descanso fue artista invitado de numerosos shows, entre ellos La mujer policía, Quincy, M.E. y The Love Boat. En 1975 Crane tuvo una segunda serie, The Bob Crane Show, cancelada por la NBC tras emitirse tres meses.

## Asesinato de Crane
Mientras Hogan's Heroes estaba en antena, Richard Dawson, compañero de reparto, le presentó a Crane (entusiasta de la fotografía) a John Henry Carpenter, que trabajaba en Sony Electronics.
En la noche del 28 de junio de 1978 Crane habría llamado a Carpenter para comunicarle que rompía sus lazos de amistad con él. Al día siguiente Crane fue descubierto apaleado hasta la muerte por un arma que nunca se halló, pero que podría tratarse de un trípode fotográfico, en los Apartamentos Winfield Place de Scottsdale (Arizona). Crane había estado actuando en Scottsdale con su obra Beginner's Luck en el Windmill Dinner Theatre. 
Diversos indicios llevaron a la policía a sospechar de Carpenter. Sin embargo, no pudieron recogerse suficientes pruebas, y el caso quedó inconcluso.
En 1990, 12 años tras el asesinato, el caso se reabrió. Se esperaba que los entonces novedosos tests de ADN, así como el testimonio de un nuevo testigo y el análisis de un resto de tejido cerebral, podrían incriminar a Carpenter. Sin embargo, en 1994 Carpenter fue declarado no culpable ante la falta de evidencias convincentes. Tanto el asesinato como su móvil permanecen oficialmente como sin resolver. Carpenter mantuvo su inocencia hasta fallecer el 4 de septiembre de 1998. 
Bob Crane fue enterrado en el Cementerio Oakwood Memorial Park de Chatsworth (Los Ángeles), California, y más de 20 años después, sus restos fueron exhumados por la familia y trasladados al Cementerio Westwood Village Memorial Park de Westwood (Los Ángeles).

## Filmografía
- Return to Peyton Place (Sin créditos, 1961)
- Man-Trap (Sin créditos, 1961)
- The Wicked Dreams of Paula Schultz (1968)
- Patriotism (film educacional, 1972)
- Superdad (1973)
- Gus (1976)

### Televisión
- The Twilight Zone (1 episodio, 1961)
- General Electric Theater (2 episodios, 1953–1961)
- The Dick Van Dyke Show (1 episodio, 1962)
- Your First Impression (1 episodio, 1962)
- Alfred Hitchcock Presents (1 episodio, 1963)
- Channing (1 episodio, 1963)
- The Donna Reed Show (63 episodios, 1963–1965)
- The Smothers Brothers Comedy Hour (1 episodio, 1967)
- Arsenic and Old Lace (1969)
- Hogan's Heroes (168 episodios, 1965–1971)
- Galería Nocturna (1 episodio, 1971)
- Love, American Style (4 episodios, 1969–1971)
- Here's Lucy (1 episodio, 1972)
- The Delphi Bureau (1972)
- Tenafly (1 episodio, 1974)
- La mujer policía (1 episodio, 1974)
- The Bob Crane Show (14 episodios, 1975)
- Joe Forrester (1 episodio, 1976)
- Ellery Queen (1 episodio, 1976)
- Gibbsville (1 episodio, 1976)
- Quincy, M.E. (1 episodio, 1977)
- The Hardy Boys/Nancy Drew Mysteries (1 episodio, 1977)
- The Love Boat (1 episodio, 1978)